# チョコパイ
チョコパイ（英: Choco Pie）とは、しっとりとした生地にマシュマロまたはクリームを挟んでチョコレートでコーティングされた二層のパイに似た菓子、ソフトケーキ菓子、スナックケーキ。

## 歴史
オリジナルは1917年のアメリカ合衆国南部にさかのぼる。テネシー州チャタヌーガにあるチャタヌーガ・ベイカリーが地元の炭鉱労働者向けにグラハム・クラッカーにマシュマロを挟んだムーン・パイを製造した。
日本では第二次世界大戦の後、アメリカ兵が持ち込んだことによりこの菓子は人気が上がった。1958年、森永製菓からビスケットにマシュマロを挟んでチョコレートでコーティングされたエンゼルマークの「エンゼルパイ」が販売されている（1961年に全国発売）。1983年にはロッテがケーキ生地にクリームを挟んだ「チョコパイ」を販売開始。

## 類種・バリエーション

### パイ生地
パイ生地から作られるチョコパイは、パイ生地に挟み込んでオーブンで焼き上げて作る。パイ生地を利用した菓子・デザート料理のバリエーションの一つとして人気がある。

### ソフトケーキ
ソフトケーキのチョコパイは1917年、アメリカ合衆国テネシー州のチャタヌーガ・ベイカリーで、地元の炭鉱労働者向けに売り出されたグラハム・クラッカーにマシュマロを挟んだムーンパイが元祖であり、アメリカ南部ではポピュラーな菓子である（しかしアメリカの北部・西部・東部地域のコンビニやスーパーマーケットでは、現在はあまり見かけない）。
このムーンパイは、1951年に発売されたカントリーソング「Gimmee（＝give me）an RC Cola and a Moon Pie」のヒットもあり、コーラと一緒に食べるアメリカの肉体労働者のおやつとして受け入れられ、更に第二次世界大戦後は、類似品であるビスケットにマシュマロとジャムを挟んだ「ワゴン・ホイールズ」が、オーストラリア、カナダ、イギリスなどで発売されたこともあり、アメリカ以外の国で普及した。

## 各国のチョコパイ

### 日本
日本では森永製菓が1958年にエンゼルストア限定でエンゼルパイを発売した（1961年に全国販売）。ロッテも1983年に6個入りのチョコパイを発売。1984年には森永製菓も6個入りを発売したのに続き、1993年にはマシュマロを用いない「ガトーショコラ」を発売した。

### 韓国
韓国の東洋製菓が似た製品であるオリオン・チョコパイを1974年に発売した。1973年頃、東洋R&Dのチームがジョージア州のホテルを訪れた際、ホテルのレストランで出されたチョコレートでコーティングされた菓子からインスパイアされたものである。韓国に戻り、チョコレート・ビスケット・ケーキの試作を始め、チョコパイとして製造された。同社がオリオン・チョコパイを発売して以降、韓国ではチョコパイという名が広まり、マシュマロの味と安価な価格により子供から大人まで親しまれた。東洋製菓はオリオン・チョコパイの人気にあやかり、2003年に社名をオリオンに変更した。1979年、ロッテ製菓も似た製品の発売を開始した。ロッテ製菓のロッテ・チョコパイが市場に出た際、ハングルで쵸코파이と東洋製菓の초코파이とは違う文字にした。ヘテとクラウン製菓もそれぞれチョコパイを発売した。1999年、東洋製菓は「チョコパイ」という名の使用についてロッテ製菓を提訴した。しかし判決では「チョコパイ」は一般的な名詞であるとしてこれを棄却した。

### 北朝鮮
北朝鮮の開城工業団地では、労働者への現金支給が禁じられているため2004年にオリオンのチョコパイを残業代わりの報酬として支給したところ、瞬く間に人気となり、北朝鮮ウォンに取って代わる「第2の通貨」として流通した。その有様から、北朝鮮当局は労働者への直接支給を禁止した。これを受けて、北朝鮮の国営企業は中華人民共和国から原材料を輸入して、チョコパイを国産化している。

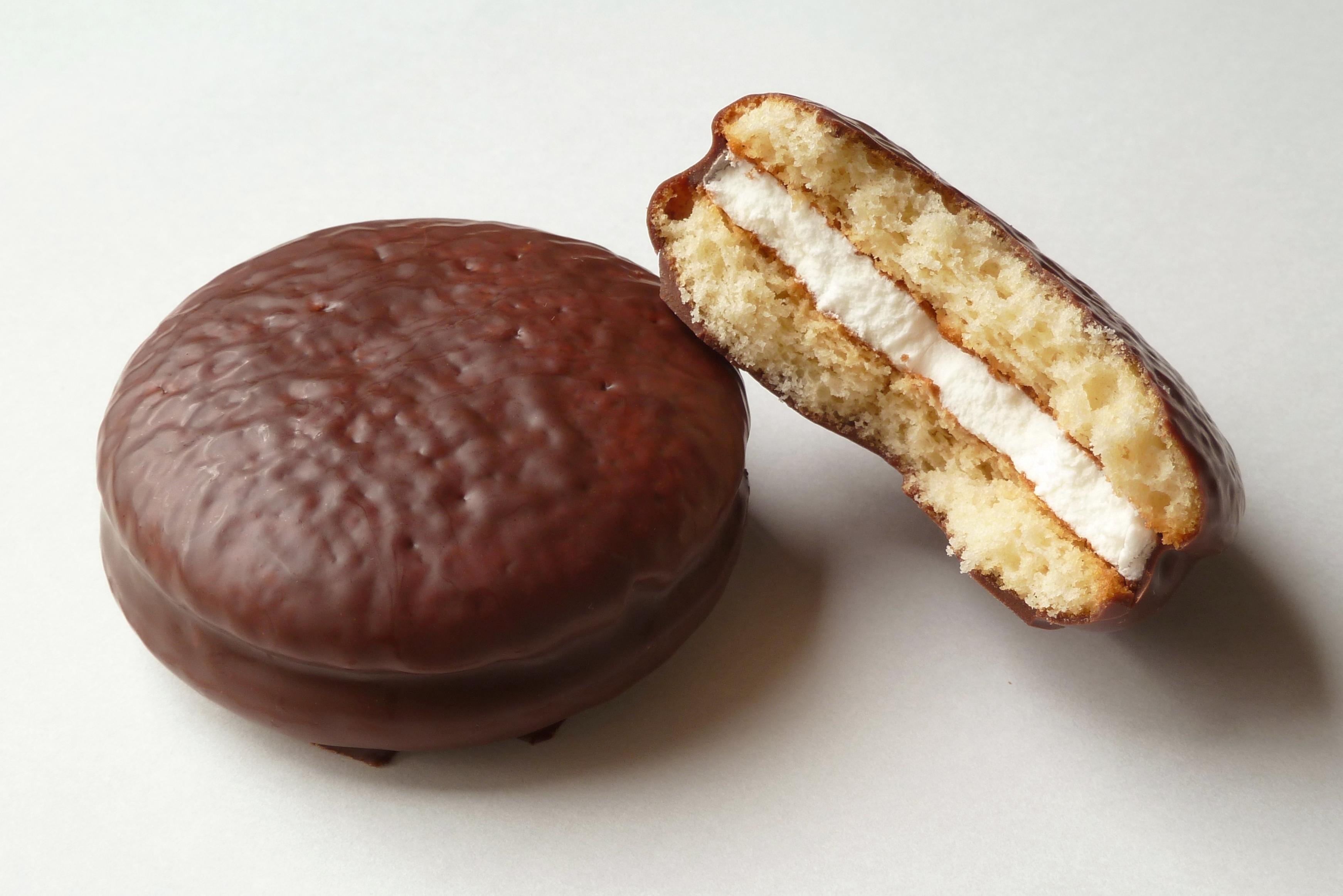
日本のロッテのチョコパイ
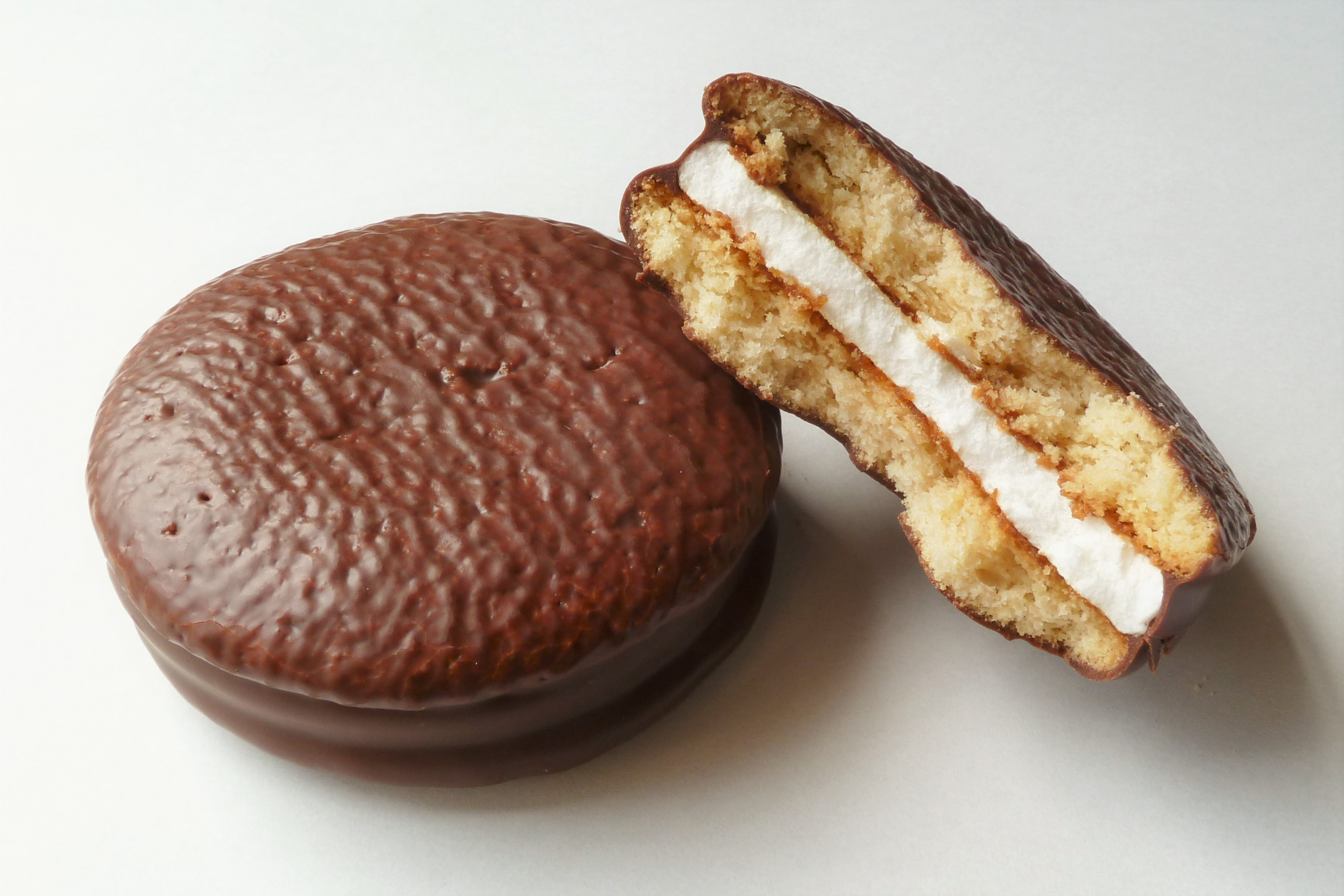
オリオンのチョコパイ